# تپه کوه گیر
تپه کوه گیر در شهرستان قزوین، بخش مرکزی، روستای کوه گیر واقع شده و این اثر در تاریخ ۱۷ اسفند ۱۳۸۱ با شمارهٔ ثبت ۷۸۷۲ به‌عنوان یکی از آثار ملی ایران به ثبت رسیده است.